# Александрова Чудова пустынь
Алекса́ндрова Чу́дова пу́стынь — упразднённый монастырь в одноимённом селе (ныне деревне) Рыбинского района Ярославской области (в 22 км на юг от Рыбинска). 
Расположен в удаленном от средств транспорта районе в междуречье правых притоков Черёмухи: Языковка и Самороковка. Дорога на Александрову пустынь идет от села Михайловское вдоль реки Иода. 
Основан, по-видимому, в XV веке. Около 1560 года князь Василий Адашев-Шехонский подарил монастырю земли близ Рыбной слободы (будущего Рыбинска). В начале XVII века в монастыре находилась деревянная Успенская церковь с приделом Чуда Архистратига Михаила. От него произошло название Чудова пустынь (со временем вышедшее из употребления).
К 1678 году на деньги дворян Мотовиловых был построен каменный собор — один из немногих трёхшатровых храмов на Руси. В рамках секуляризационной реформой 1764 года монастырь упразднён. Каменный храм стал приходским.
Трёхшатровый храм реставрировался в начале XX века. С тех пор превратился в развалины. В 2007 году у 300-летней церкви обрушились шатры. Реставрация памятника архитектуры не планируется.